# Kim Dong-jin
Kim Dong-jin (김동진?, 金東進?; Dongducheon, 29 gennaio 1982) è un ex calciatore sudcoreano, di ruolo difensore.

## Palmarès

### Club

#### Competizioni nazionali
- Campionato sudcoreano: 1

Seoul: 2000
- Korean League Cup: 1

Seoul: 2006
- Campionato russo: 1

Zenit San Pietroburgo: 2007
- Supercoppa della Corea del Sud: 1

Seoul: 2011

#### Competizioni internazionali
- Coppa UEFA: 1

Zenit San Pietroburgo: 2007-2008
- Supercoppa UEFA: 1

Zenit San Pietroburgo: 2008

### Nazionale
- Giochi asiatici: 1

2002